# Cornelia Sollfrank
Cornelia Sollfrank (Feilershammer, 1960) es un artista, investigadora y escritora alemana, pionera en el ciberfeminismo y el net.art en los años de 1990.
Se formó en Bellas Artes en la Academia de Arte de Múnich, en la Universidad de Artes de Hamburgo y posteriormente obtuvo un doctorado por la Universidad de Dundee (Reino Unido). Su tesis doctoral se tituló Performing the Paradoxes of Intellectual Property. Desde 1998 se dedicó además a la docencia en varias universidades y escuelas de arte y escribió sobre cuestiones relacionadas con los medios de comunicación, el arte y la política de género.

## Obra
Es mundialmente conocida por su intervención en “EXTENSIÓN” (1997), primer concurso basado en el Net.art. Este concurso fue realizado en la galería der Gegenwart del Museo de Arte Contemporáneo de Hamburgo. La idea era que este proyecto fuera una extensión del museo en Internet, es decir, copiar todas las actividades y hacer arte para la web, una de las peticiones más importantes para este proyecto fue que las obras estuvieran exclusivamente hechas para Internet. Por ser este museo pionero en este tipo de concursos como es lógico que acaparó toda la atención a nivel mundial.
El proyecto de Cornelia Sollfrank se llamó FEMALE EXTENSION que consistió en crear a más de doscientas net.artistas internacionales, Sollfrank se preocupó en crear nombres de mujeres, darles distintas nacionalidades (que en su totalidad fueron siete), direcciones de correo electrónico, números de teléfonos; consiguiendo así para cada una de estas «artistas fantasmas» una clave de acceso para la competencia. La forma en que los proyectos fueron creados con un programa en una computadora que mezcló los datos de personas encontradas por Internet y así fue como las “participantes” de EXTENSION tenían toda la información necesaria para entrar en el concurso. Un punto relevante para la creación de FEMALE EXTENSION era que debido a la gran cantidad de “concursantes mujeres tuviera mayor oportunidad de ganar alguno de los tres lugares a premiar en el concurso (por cierto que con este proyecto Sollfrank utiliza el Internet como material y objeto). Uno de los hechos más llamativos es que el mismo día de la publicación de los lugares de EXTENSION, Cornelia Sollfrank revela el gran secreto de FEMALE EXTENSION, que ella es quien está detrás de estas doscientas mujeres que aunque eran la mayoría del total de participantes, los ganadores fueron tres hombres.
Fundó la organización Old Boys Network (OBN), junto con los grupos ' de artista; frauen-und-technik' (Mujer y técnica) y ' - Innen' (Adentro).